# Philippe Maystadt

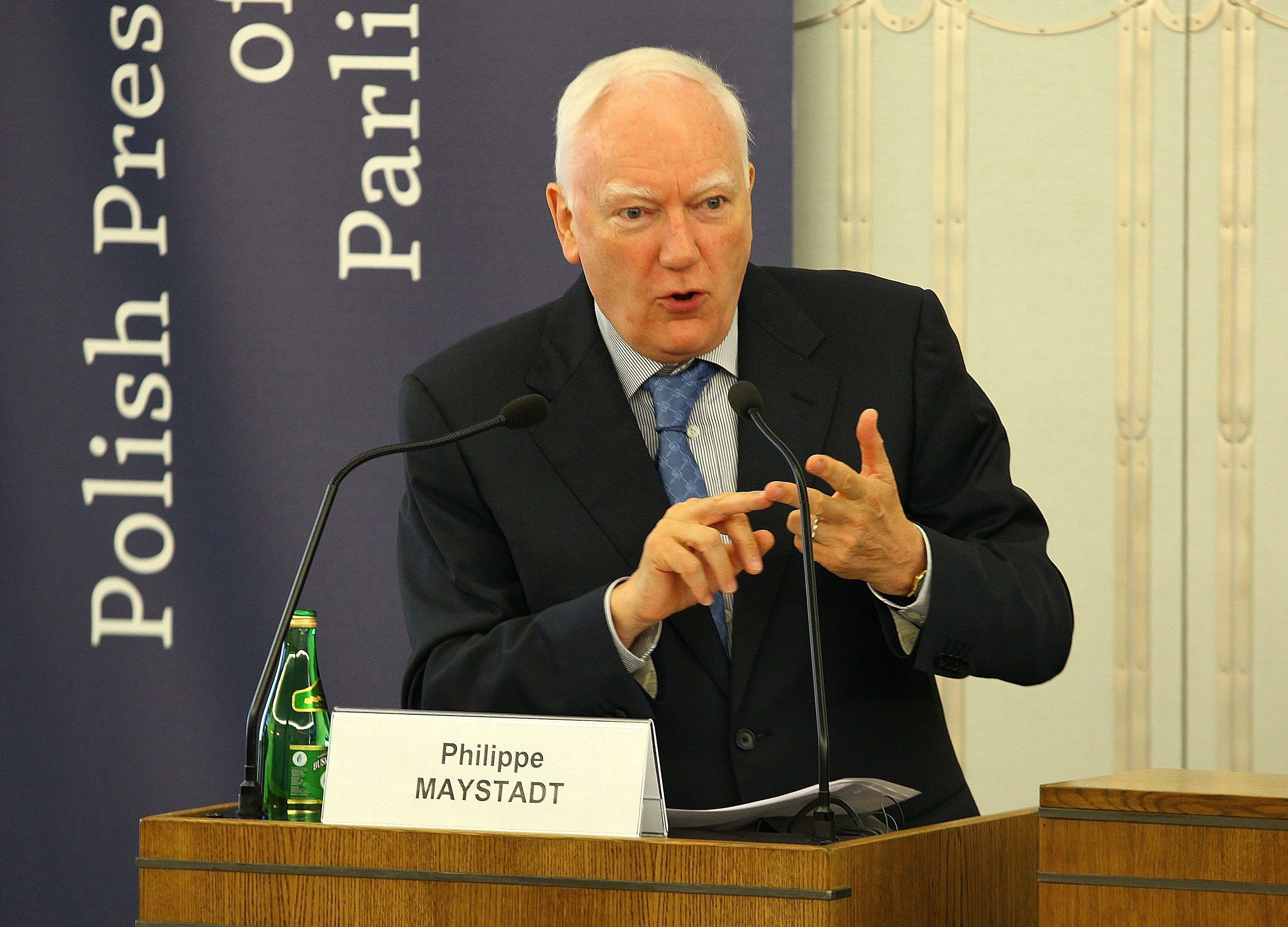
Philippe Maystadt (2011)

Philippe M.P.J. Maystadt (* 14. März 1948 in Petit-Rechain; † 7. Dezember 2017) war ein belgischer Politiker der Centre Démocrate Humaniste (cdH) und Professor an der Université catholique de Louvain (Louvain-la-Neuve). Vom 1. Januar 2000 bis 31. Dezember 2011 war er Präsident der Europäischen Investitionsbank (EIB).

## Leben
Maystadt war von 1977 bis 1991 und 1998 bis 1999 Mitglied der Belgischen Abgeordnetenkammer. Für seine Partei war er 1978 bis 1979 als „Politischer Sekretär“ tätig. Zeitgleich war er Mitglied des Wirtschaftsrats der Wallonie (CERW). Danach wurde Maystadt Staatssekretär beim Minister der Region Wallonie. Von 1980 bis 1995 war Maystadt Mitglied des Rates der Französischen Gemeinschaft. Ab 1980 war er außerdem Minister für öffentliche Verwaltung und Wissenschaftspolitik, beauftragt mit der Koordination der Umweltpolitik und ab 1981 Minister für Haushalt, Wissenschaftspolitik und Finanzplanung.
Maystadt wechselte in der Folgezeit mehrfach den Zuständigkeitsbereich. So war er ab 1985 Wirtschaftsminister, ab 1986 Vizepremier und Außenminister, ab 1988 Finanzminister und ab 1995 Vizepremier, Finanz- und Außenhandelsminister. Im Jahr 1998 endete seine Tätigkeit in der Exekutive. Er leitete von 1998 bis 1999 die Centre Démocrate Humaniste. Im Jahr 1989 wurde er Professor an der Université catholique de Louvain (UCL) in Louvain-la-Neuve. Maystadt war auch außerhalb Belgiens aktiv und arbeitete von 1993 bis 1998 als Vorsitzender des Interim-Komitees des Internationalen Währungsfonds (IWF).
Er beendete sein Mandat als EIB-Präsident am 31. Dezember 2011. Ihm folgte der Deutsche Werner Hoyer.

## Ehrungen und Auszeichnungen
- 1986: Verdienstorden der Italienischen Republik (Großkreuz)
- 2011: Mitglied der Académie royale des Sciences, des Lettres et des Beaux-Arts de Belgique[2]
- Orden des Infanten Dom Henrique (Großkreuz)